# Copparo

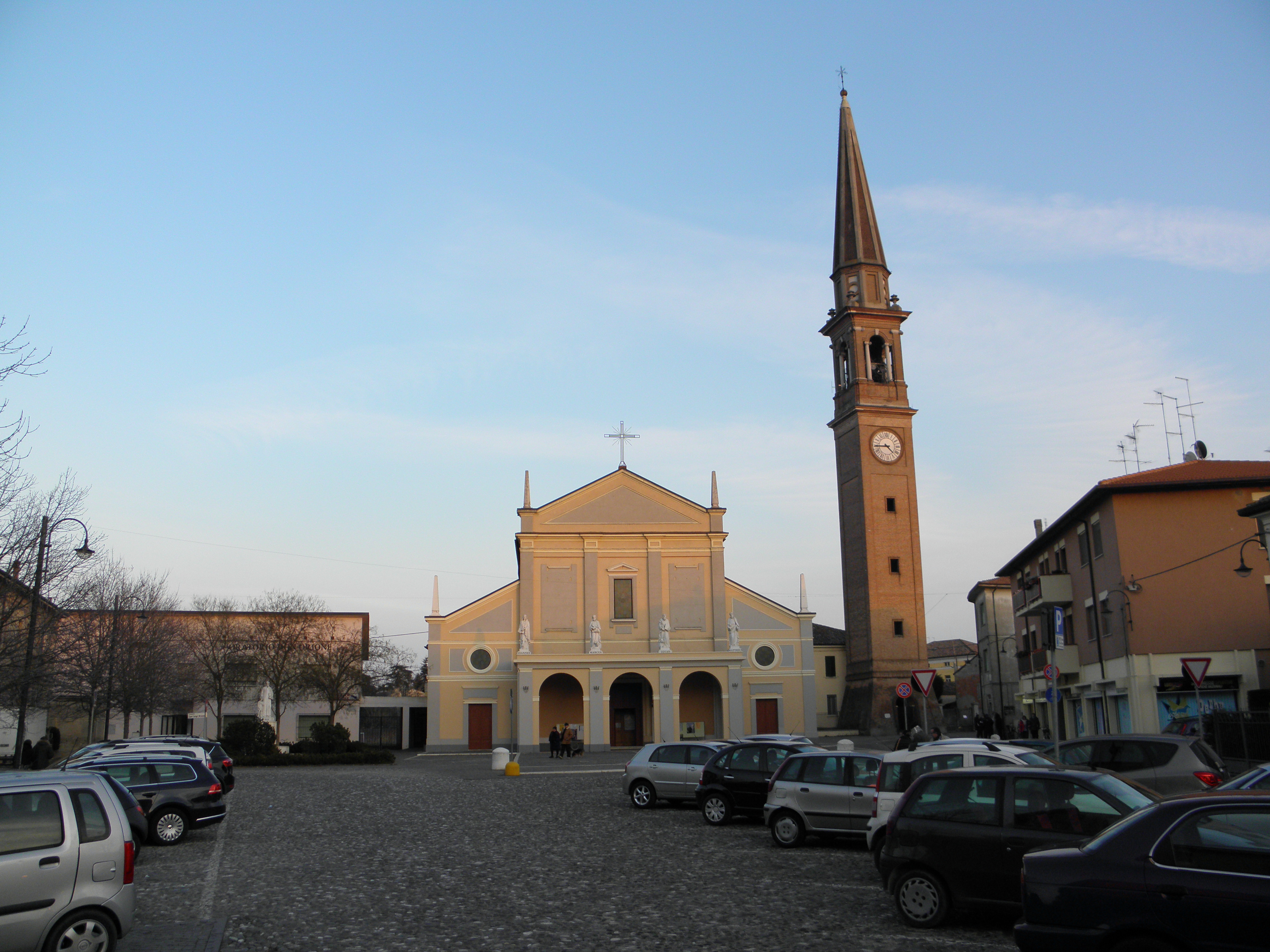

Copparo – miejscowość i gmina we Włoszech, w regionie Emilia-Romania, w prowincji Ferrara.
Według danych na rok 2004 gminę zamieszkiwało 18 030 osób, 114,8 os./km².